# Makoki
Makoki est un village de la commune de Massock-Songloulou; située dans le département de la Sanaga-Maritime et la région du Littoral au Cameroun. Il est situé sur la route qui lie Songmbenguè à Pandang en passant par Mbanda.

## Population
En 1967, Makoki comptait 55 habitants, principalement Bassa.
Lors du recensement de 2005, 24 personnes y ont été dénombrées.